# Magik (Tiësto)
Magik is een serie van 8 cd's van Tiësto.
De muziek op de cd's is gemaakt door binnen- en buitenlandse dj's en danceacts. De muziek is geen mainstream dance-, house- en trancemuziek, maar meer underground-muziek.
De cd's zijn allemaal live-turntable mixen. Dat houdt in dat ze niet met gebruik van computerprogramma's maar live in de studio zijn opgenomen terwijl Tiësto de platen op draaitafels mixte. Cd 6 en 7 zijn echter niet in de studio opgenomen, maar live tijdens een optreden van Tiësto.

## De cd's
- Magik One: First Flight
- Magik Two: Story Of The Fall
- Magik Three: Far From Earth
- Magik Four: A New Adventure
- Magik Five: Heaven Beyond
- Magik Six: Live In Amsterdam
- Magik Seven: Live In Los Angeles

Magik 8 is nooit officieel uitgebracht, maar er bestaat wel een promoversie van.